# Mitterling Glacier
Mitterling Glacier är en glaciär i Antarktis. Den ligger i Västantarktis. Argentina, Chile och Storbritannien gör anspråk på området. Mitterling Glacier ligger 41 meter över havet.
Terrängen runt Mitterling Glacier är varierad. Mitterling Glacier ligger nere i en dal. Trakten är obefolkad. Det finns inga samhällen i närheten.